# Adi Hirschal

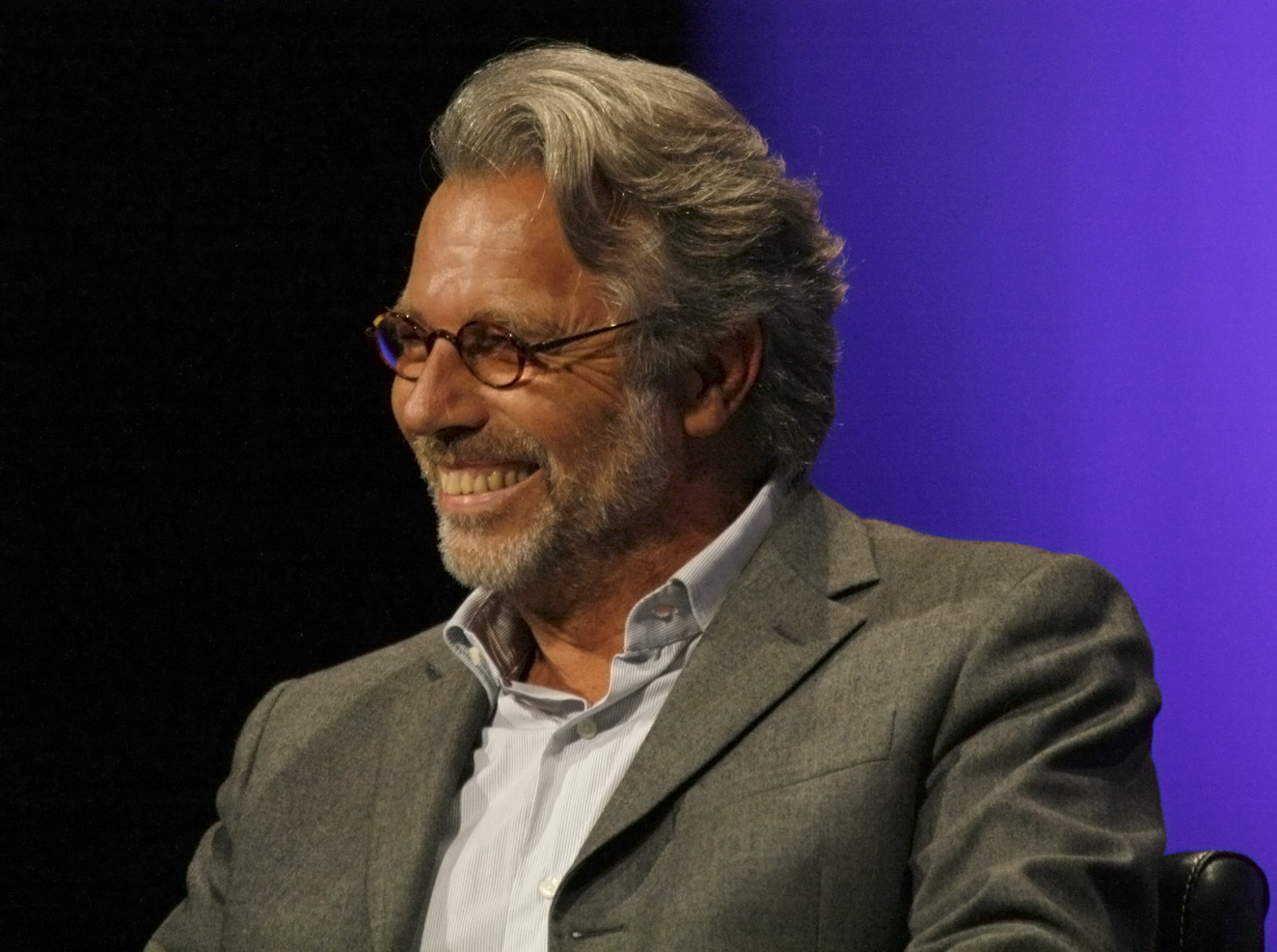
Adi Hirschal (Wien 2008)

Adolf „Adi“ Hirschal (* 17. November 1948 in Innsbruck, Tirol) ist ein österreichischer Schauspieler, Kabarettist und Intendant, der in Wien lebt. Adi Hirschal ist verheiratet und hat zwei Kinder, einen Sohn und eine Tochter, Maddalena, die ebenfalls schauspielerisch tätig ist.

## Ausbildung
Der Sohn eines Zahnarztes kam mit drei Jahren nach Linz, wo er die Volksschule im Stadtteil Ebelsberg besuchte. Anschließend übersiedelte er nach Wien zu den „Wiener Sängerknaben“ (1958 bis 1963), wo er erstmals in professioneller Weise mit Musik und Gesang in Berührung kam. Der Matura folgte der Präsenzdienst (1968) bei den Gebirgsjägern in Glasenbach.
1969 begann Hirschal an der Universität Wien Jus zu studieren (bis zur ersten Staatsprüfung), ging aber schon 1970 nach Berlin, um erste Erfahrungen als Schauspieler zu sammeln. Im folgenden Jahr, zurück in Wien, begann er seine Schauspielausbildung am Max-Reinhardt-Seminar, die er 1974 mit Diplom abschloss, und studierte Theaterwissenschaften. Es folgte ein erstes Engagement am Wiener Burgtheater, wo er unter anderen mit Axel Corti, Giorgio Strehler, Otto Schenk, Gerhard Klingenberg und Michael Kehlmann arbeitete.

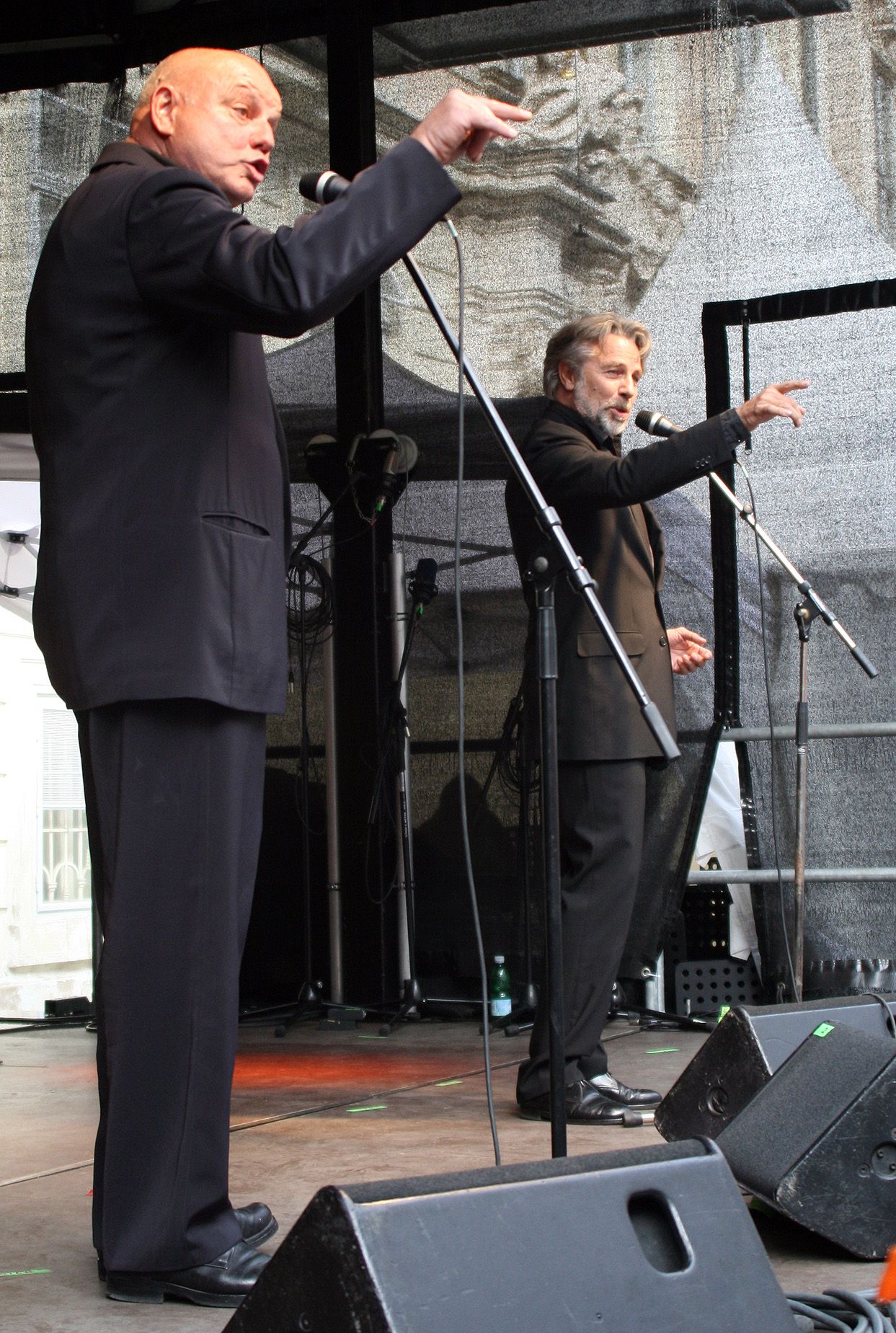
„Best of Strizzis“ – Adi Hirschal und Wolfgang Böck (Wien 2008)

## Werdegang

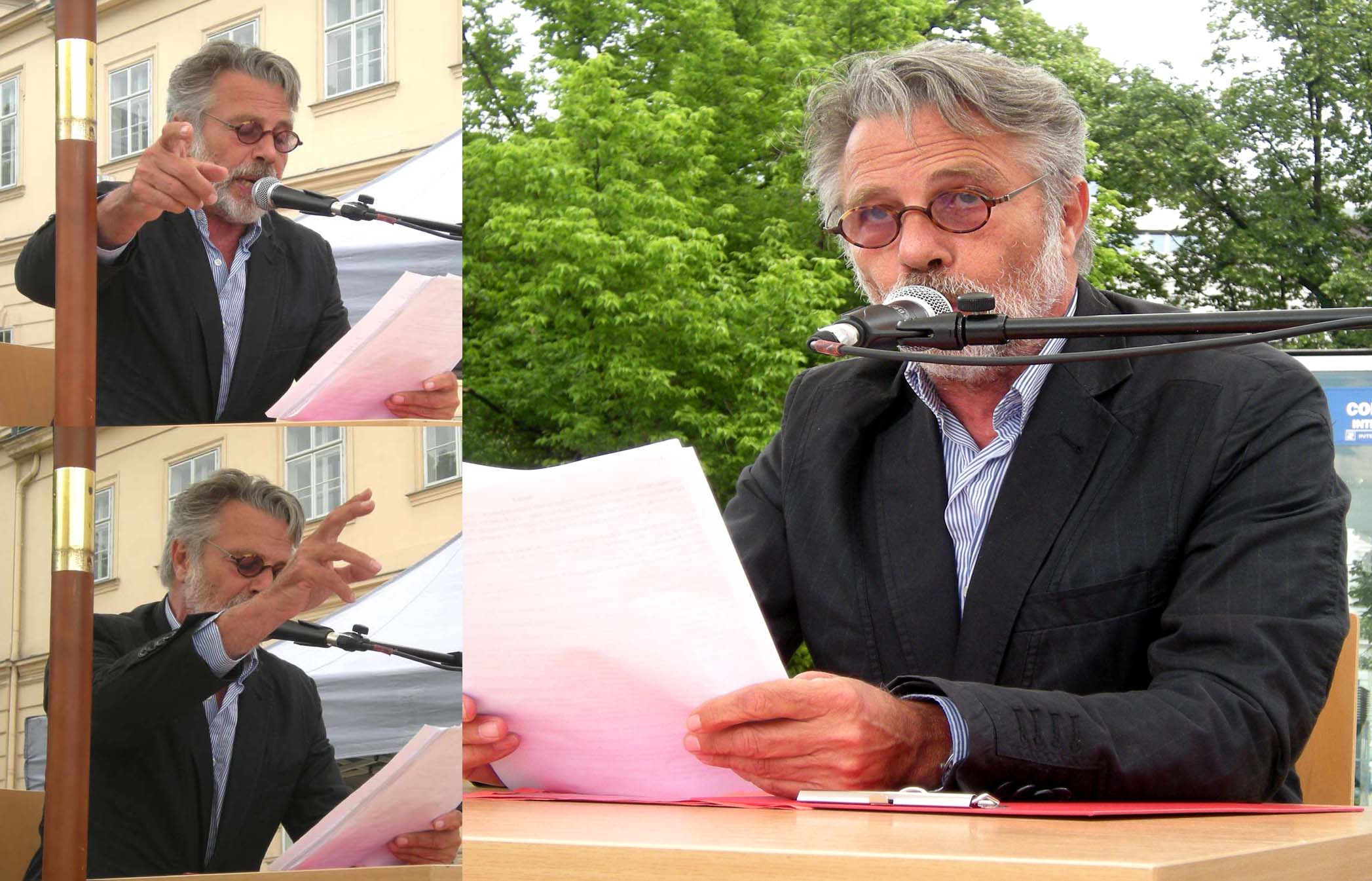
A. Hirschal, 2010.

Als seine zweite Reifeprüfung bezeichnet Adi Hirschal die Zeit ab 1977, als er auf Wanderschaft ging. Mit eigener Musik und Texten versuchte er sich auf den Straßen Europas, bevorzugt in Italien. Fünf Jahre später kehrte er ans Theater zurück und war drei Jahre in Memmingen, bevor er sich entschloss, nach Wien zurückzugehen.
In den folgenden Jahren spielte er 1988 unter anderem am Theater in der Josefstadt in Ein seltsames Paar, 1989 unter Ruth Drexel am Münchner Volkstheater in Der Selbstmörder, 1990 am Wiener Akademietheater in Mauerstücke, im Jahr darauf im Wiener Metropol in Lysistrata. Daneben trat er regelmäßig in Fernsehserien und -filmen auf (Kaisermühlen-Blues, Kommissar Rex, Der Bockerer III). Engagements im Staatstheater Stuttgart und als Titus Feuerfuchs im Ernst Deutsch Theater Hamburg 1996.
Am Theater in der Josefstadt spielte er 1993 neben Karlheinz Hackl in den Geschichten aus dem Wiener Wald. Ab 1990 beschäftigte er sich auch mit Eigenproduktionen, konzipierte eigene musikalische Projekte und gab laufend Konzerte in Österreich und Deutschland, zum Teil gemeinsam mit Wolfgang Böck (Strizzilieder). Nebenbei war er auch als Regisseur tätig, unter anderem bei City of Angels beim Musicalsommer Amstetten. Ab 2000 spielte er den Milchmann Tevje  in Anatevka zuerst am Aalto-Theater in Essen unter der Regie von Helmuth Matiasek, in der Folge ab 2003 bis 2008 unter der Regie von Matias Davids in der Wiener Volksoper. 2005 inszenierte er Eine Nacht in Venedig am Luzerner Theater.
Wiener Lustspielhaus
Ab 2004 war er der künstlerische Leiter des von ihm gegründeten Wiener Lustspielhauses, eines Stecktheaters nach Alt-Wiener Tradition. Das hölzerne Theater ist zerlegbar, bei Schönwetter kann das Dach geöffnet werden, und es bietet Platz für 400 Personen. Der Standort war Am Hof, allerdings war ursprünglich vorgesehen, es an wechselnden Standorten aufzustellen. Im Juli 2022 feierte er mit Tartuffe oder Ich glaub' was ich will!!! von Franzobel frei nach Molières Tartuffe die letzte Premiere im Lustspielhaus. Nach einer verlustreichen Pandemie-Saison 2021 stellte die Stadt Wien die Förderungen ein. Die mobile Bühne des Lustspielhauses wurde um einen symbolischen Euro vom Land Burgenland übernommen.
Theatersommer Haag
Von 2003 bis 2008 war er Intendant vom Theatersommer Haag. Dort wurde 2008 das Oscar-Wilde-Stück Das Gespenst von Canterville gebracht, wobei das Gespenst von Hubert Wolf (Papa Putz bei Möbel Lutz) gegeben wurde. Nach sechs Jahren Intendanz übergab Adi Hirschal Ende 2008 diese Funktion an Gregor Bloéb, der 2007 den Phileas Fogg in dem Stück In 80 Tagen um die Welt  gab. Bloéb spielte in seinem ersten Jahr der Intendanz die Hauptrolle in Cyrano de Bergerac.
Seit dem Frühjahr 2007 ist Adi Hirschal wieder gemeinsam mit Wolfgang Böck mit einem Wienerliedprogramm unterwegs, genannt Best of Strizzis.
Seit 2011 ist er als Nachfolger von Jürgen Wilke Intendant des Laxenburger Kultursommers, 2024 feierte er seine letzte Premiere als Intendant.

## Film und Fernsehen
- 1979: Feuer! (Fernsehfilm)
- 1982: Das Nest unter den Trümmern der Jahre
- 1989: Lange Schatten
- 1992: Mord im Wald
- 1992: Kaisermühlen-Blues
- 1994: Der Bessere gewinnt (The Best Man Wins)
- 1994: Ein Anfang von Etwas
- 1994: Kommissar Rex
- 2000: Der Bockerer III – Die Brücke von Andau
- 2001: Mein Boss bin ich
- 2007: Jump!

## Ehrungen und Auszeichnungen
- 26. September 2001: Goldenes Verdienstzeichen des Landes Wien[9]
- 27. März 2015: Berufstitel Professor
- 29. September 2015: Großes Goldenes Ehrenzeichen für Verdienste um das Land Niederösterreich[10]